# Begonia carnosula
Espèce
Begonia carnosula est une espèce de plantes de la famille des Begoniaceae.
L'espèce fait partie de la section Diploclinium.
Elle a été décrite en 1909 par Henry Nicholas Ridley (1855-1956).

## Répartition géographique
Cette espèce est originaire de Malaisie.